# فيتامينات بي

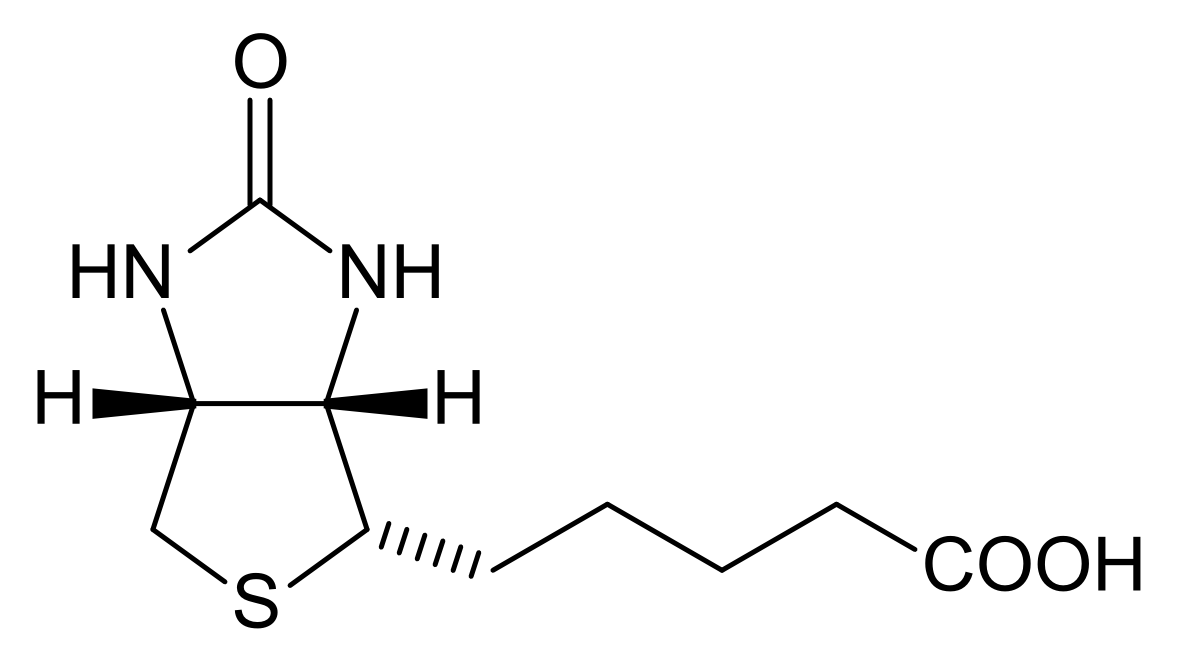
التركيب الكيمياوي لفيتامين ب 7 أو بيوتين.

فيتامينات بي (بالإنجليزية: B vitamins)‏ هي مجموعة من الفيتامينات القابلة للذوبان في الماء والتي تلعب أدوارًا مهمة في استقلاب الخلايا وتكوين خلايا الدم الحمراء. على الرغم من أن هذه الفيتامينات تشترك في أسماء مماثلة، إلا إنها مركبات متنوعة مختلفة كيميائيا عن بعض.
بشكل عام، يشار إلى المكملات الغذائية التي تحتوي على جميعها الثمانية باسم مركب فيتامين ب. يشار إلى مكملات فيتامين ب الفردية بالرقم أو الاسم المحدد لكل فيتامين، مثل ب1 للثيامين، ب2 للريبوفلافين، وب3 للنياسين. يتم التعرف على بعضها بشكل أكثر شيوعا بالاسم أكثر من العدد، على سبيل المثال حمض البانتوثنيك، البيوتين، وحمض الفوليك. توجد فيتامينات ب في الأطعمة الغنية بالبروتين، مثل الأسماك، الدواجن، اللحوم، منتجات الألبان، والبيض؛ كما توجد في الخضروات الخضراء الورقية، الفاصوليا، والبازلاء. الأطعمة المدعمة، مثل حبوب الإفطار، المنتجات المخبوزة، وحليب الأطفال، قد تحتوي على فيتامينات ب.
الآثار الصحية المختلفة الناجمة عن العديد من نقص فيتامينات ب المسماة قد تشمل؛ البلاجرا؛ نقص الثيامين؛ فقر الدم الناجم عن نقص فيتامين بي12؛ وفقر الدم الناجم عن نقص الفولات؛ وغيرها من فيتامينات ب تؤدي إلى أعراض ليست جزءا من مرض نقص مسمى.
كل فيتامين ب هو إما عامل مساعد (عادة أنزيم مساعد) لعمليات التمثيل الغذائي الرئيسية أو هو مركب طليعي مطلوب لصنع واحد وبالتالي فهو عنصر غذائي أساسي.

## قائمة فيتامينات بي
| فيتامين     | الاسم               | الوصف |
| ----------- | ------------------- | --- |
| فيتامين ب1  | الثيامين            | أنزيم مساعد في هدم السكريات والأحماض الأمينية |
| فيتامين ب2  | الريبوفلافين        | مركب طليعي للإنزيمات المساعدة تسمى أحادي نوكليوتيد الفلافين وفلافين أدينين ثنائي النوكليوتيد، وهي ضرورية لتفاعلات إنزيم البروتين الفلافوي، بما في ذلك تنشيط الفيتامينات الأخرى                                                            |
| فيتامين ب3  | النياسين            | مركب طليعي للإنزيمات المساعدة تسمى NAD وNADP، وهي ضرورية في العديد من عمليات التمثيل الغذائي. |
| فيتامين ب3  | نيكوتيناميد         | مركب طليعي للإنزيمات المساعدة تسمى NAD وNADP، وهي ضرورية في العديد من عمليات التمثيل الغذائي. |
| فيتامين ب3  | نيكوتيناميد ريبوسيد | مركب طليعي للإنزيمات المساعدة تسمى NAD وNADP، وهي ضرورية في العديد من عمليات التمثيل الغذائي. |
| فيتامين ب5  | حمض البانتوثنيك     | مركب طليعي للإنزيم المرافق (أ) وبالتالي تحتاج إلى استقلاب العديد من الجزيئات. |
| فيتامين ب6  | البيريدوكسين        | أنزيم مساعد في العديد من التفاعلات الأنزيمية في عملية التمثيل الغذائي. |
| فيتامين ب6  | بيريدوكسال          | أنزيم مساعد في العديد من التفاعلات الأنزيمية في عملية التمثيل الغذائي. |
| فيتامين ب6  | بيريديوكسامين       | أنزيم مساعد في العديد من التفاعلات الأنزيمية في عملية التمثيل الغذائي. |
| فيتامين ب7  | البيوتين            | أنزيم مساعد لإنزيمات الكربوكسيلاز، اللازم لتوليف الأحماض الدهنية وفي تكوين الجلوكوز. |
| فيتامين ب9  | الفولات             | مركب طليعي اللازم لصنع الحمض النووي وإصلاحه وميثيلاته؛ عامل مساعد في تفاعلات مختلفة؛ مهم بشكل خاص في المساعدة على الانقسام السريع للخلايا ونموها، كما هو الحال في مرحلة الطفولة والحمل.                                                   |
| فيتامين ب12 | الكوبالامين         | عادة ما يكون سيانوكوبالامين أو ميثيل كوبالامين في مكملات الفيتامينات. أنزيم مساعد في استقلاب كل خلية من خلايا جسم الإنسان، مما يؤثر بشكل خاص على تخليق الحمض النووي وتنظيمه، ولكن أيضا استقلاب الأحماض الدهنية واستقلاب الأحماض الأمينية. |

## الوظائف الحيوية
جميع فيتامينات بي هي عوامل مساعدة تعمل مع إنزيم مشابه، أو سلائف كيميائية للعامل المساعد. فيتامينات بي ضرورية لعملية التمثيل الغذائي، نمو الخلايا وأنقسامها، أستقلاب الكربوهيدرات، الأحماض الأمينية والدهنية، الحفاظ على وظيفة الجهاز العصبي الطبيعية، أيضًا، الشعر، الجلد، وتوتر العضلات.
- فيتامين ب1 (الثيامين) — يلعب الثيامين دورا مركزيا في إطلاق الطاقة من الكربوهيدرات. يشارك في إنتاج الحمض النووي الريبي والحمض النووي، وكذلك وظيفة الأعصاب. شكله النشط هو أنزيم يسمى ثيامين بيروفوسفات (TPP)، والذي يشارك في تحويل البيروفات إلى أنزيم أسيتيل-أ في عملية التمثيل الغذائي.
- فيتامين ب2 (الريبوفلافين) — يشارك الريبوفلافين في إطلاق الطاقة في سلسلة نقل الإلكترون، ودورة حمض الستريك، فضلا عن هدم الأحماض الدهنية (أكسدة بيتا).
- فيتامين ب3 (النياسين) — يتكون النياسين من هيكلين: حمض النيكوتينيك والنيكوتيناميد. هناك نوعان من أشكال الإنزيم المساعد من النياسين: النيكوتيناميد الأدينين ثنائي النوكليوتيد (NAD) والنيكوتيناميد الأدينين ثنائي النوكليوتيد الفوسفاتي (NADP). يلعب كلاهما دورا مهما في تفاعلات نقل الطاقة في استقلاب الجلوكوز، الدهون والكحول.[11] يحمل NAD الهيدروجين وإلكتروناته أثناء التفاعلات الأيضية، بما في ذلك المسار من دورة حمض الستريك إلى سلسلة نقل الإلكترون. NADP هو أنزيم في تخليق الدهون والحمض النووي.
- فيتامين ب5 (حمض البانتوثنيك) — يشارك حمض البانتوثنيك في أكسدة الأحماض الدهنية والكربوهيدرات. يشارك مرافق الإنزيم (أ)، الذي يمكن تصنيعه من حمض البانتوثنيك، في تخليق الأحماض الأمينية، الأحماض الدهنية، أجسام الكيتون، الكوليسترول، والدهون الفوسفورية،[12] هرمونات الستيرويد، الناقلات العصبية (مثل الأسيتيل كولين) والأجسام المضادة.
- فيتامين ب6 (البيريدوكسين، البيريدوكسال، البيريدوكسامين) — يعمل الشكل النشط بيريدوكسال 5'-فوسفات كعامل مساعد في العديد من تفاعلات الإنزيم بشكل رئيسي في استقلاب الأحماض الأمينية بما في ذلك التخليق الحيوي للناقلات العصبية.[13]
- فيتامين ب7 (البيوتين) — يلعب البيوتين دورا رئيسيا في استقلاب الدهون والبروتينات والكربوهيدرات. يعتبر إنزيم مشترك حاسم من أربعة كربوكسيلاز: أسيتيل كوا كاربوكسيلاز، الذي يشارك في تخليق الأحماض الدهنية من الأسيتات؛ بيروفات كوا كربوكسيلاز، يشارك في تكوين الجلوكوز؛ β-ميثيل كروتونيل كوا كربوكسيلاز، يشارك في استقلاب الليوسين؛ وبروبيونيل كوا كاربوكسيلاز، الذي يشارك في استقلاب الطاقة والأحماض الأمينية والكوليسترول.[14]
- فيتامين ب9 (الفولات) — يعمل الفولات كإنزيم مشارك في شكل رباعي هيدروفولات (THF)، والذي يشارك في نقل وحدات الكربون الواحد في استقلاب الأحماض النووية والأحماض الأمينية. يشارك THF في تخليق نيوكليوتيدات البيورين والبيريميدين، لذلك هناك حاجة لانقسام الخلايا الطبيعي، خاصة أثناء الحمل والرضاعة، وهي أوقات النمو السريع. يساعد الفولات أيضا في تكون الكريات الحمر، إنتاج خلايا الدم الحمراء.[15]
- فيتامين ب12 (الكوبالامين) — يشارك فيتامين ب12 في التمثيل الغذائي الخلوي للكربوهيدرات، البروتينات والدهون. ضروري في إنتاج خلايا الدم في نخاع العظام، والبروتينات والأداء الطبيعي للجهاز العصبي والدماغ من خلال دوره في تكوين الميالين.[16] يعمل فيتامين ب12 كإنزيم مشترك في التمثيل الغذائي الوسيط لتفاعل سينسيز الميثيونين مع ميثيل كوبالامين، وتفاعل ميثيل مالونيل (CoA) موتاز مع الأدينوسيل كوبالامين.

جميع فيتامينات بي تذوب في الماء، وتنتشر في جميع أنحاء الجسم. معظم فيتامينات بي تتجدد بانتظام عند طرح الفائض منها في البول. وقد يؤدي ذلك إلى أن يصبح لون البول أخضر مصفر فاتح.
يفترض أن فيتامينات بي تحد من أعراض قصور الانتباه وفرط الحركة.

## النقص
| الفيتامين   | الأسم            | النقص |
| فيتامين ب1  | الثيامين         | نقص الثيامين يؤدي إلى مرض البري بري. أعراض هذا المرض في الجهاز العصبي وتشمل فقدان الوزن، واضطرابات عاطفية، والاعتلال الدماغي الفيرنيكي (اختلال الإدراك الحسي)، ضعف وألم في الأطراف، عدم انتظام ضربات القلب، والوذمة (تورم أنسجة الجسم). قد يحدث في حالات متقدمة قصور القلب والموت. نقص الثيامين المزمن قد يسبب أيضا متلازمة كورساكوف. |
| فيتامين ب2  | الريبوفلافين     | نقص الريبوفلافين قد يسبب تشقق الشفة، حساسية عالية لأشعة الشمس، التهاب الشفة الزاوي، التهاب اللسان، التهاب الجلد الدهني أو الزهري الكاذب (خاصة تلك التي تؤثر على كيس الصفن أو الشفرين الكبيرين والفم)، التهاب الحلق، التبيغ، الوذمة في البلعوم، والغشاء المخاطي الفموي. |
| فيتامين ب3  | النياسين         | نقص النياسين، بجانب نقص التريبتوفان يسبب مرض البلاغرا. تتضمن الأعراض العدوان، التهاب الجلد، الأرق، والضعف، والاختلاط العقلي، والإسهال. في الحالات المتقدمة، مرض البلاغرا قد يؤدي إلى الخرف والموت. |
| فيتامين ب5  | حمض البانتوثينيك | نقص فيتامين ب5 يؤدي إلى حب الشباب والمذل، على الرغم من أنه نادر جدا. |
| فيتامين ب6  | البيريدوكسين     | نقص فيتامين ب6 يؤدي إلى التهاب الجلد، احتباس الماء، وارتفاع مستويات الحمض الاميني هوموسيستئين، مشاكل عصبية (منها الصرع). قد يؤدي في بعض الحالات إلى فقر الدم الصغير الكريات (بسبب نقص ضعف تخليق الهيم) |
| فيتامين ب7  | البيوتين         | نقص البيوتين عادة لا يسبب الأعراض عند البالغين ولكن يمكن أن تؤدي إلى إعاقة النمو والاضطرابات العصبية عند الأطفال. نقص كربوكسليليز المتعدد، خطأ وراثي في التمثيل الغذائي قد يؤدي إلى نقص البيوتين حتى عندما تناول البيوتين الطبيعي. |
| فيتامين ب9  | الفولات          | نقص الفولات يؤدي نقصه إلى فقر الدم الضخم الأرومات، وارتفاع الهوموسيستئين. نقصه في النساء الحوامل يؤدي إلى تشوهات خلقية، ويوصى خلال فترة الحمل بالمكملات. وقد أظهرت الباحثون أن حمض الفوليك قد يبطئ أيضا للآثار الخبيثة لشيخوخة المخ. |
| فيتامين ب12 | الكوبالامين      | نقص فيتامين ب12 يؤدي إلى فقر الدم الضخم الأرومات، وارتفاع مستوى الهوموسيستئين، وحمض الميثيل مالونيك. اعتلال الأعصاب المحيطية، فقد الحس، مشاكل في الحركة، فقدان الذاكرة وحالات ضعف القدرات المعرفية الأخرى. شائع الحدوث بين المسنين وحالات سوء الإمتصاص، تتخفض كفائة امتصاصه في الأمعاء مع التقدم في العمر؛ فقر الدم الخبيث سبب أخر رئيسي وشائع. كما يمكن أن يتسبب بالهوس والذهان. من الممكن حدوث ضررًا غير قابل للعكس للدماغ والجهاز العصبي — في الحالات الحرجة النادرة جدًا قد يسبب الشلل. |

## الآثار الجانبية
نظرا لأنه يتم التخلص من فيتامينات بي القابلة للذوبان في الماء في البول، فإن تناول جرعات كبيرة من بعض فيتامينات بي عادة ما ينتج عنه آثار جانبية عابرة فقط (الاستثناء الوحيد هو فيتامين ب6). قد تشمل الآثار الجانبية العامة التعب والغثيان والأرق. تحدث هذه الآثار الجانبية دائمًا تقريبًا بسبب المكملات الغذائية وليس المواد الغذائية.
| فيتامين     | الحد الأعلى المسموح به                                            | الآثار الضارة |
| فيتامين ب1  | لا يوجد                                                           | لا توجد سمية معروفة من المدخول عن طريق الفم. هناك بعض التقارير عن الحساسية المفرطة الناجمة عن جرعة عالية من حقن الثيامين في الوريد أو العضلات. |
| فيتامين ب2  | لا يوجد                                                           | لا يوجد دليل على السمية استنادا إلى دراسات بشرية وحيوانية محدودة. الدليل الوحيد على الآثار الضارة المرتبطة بالريبوفلافين يأتي من الدراسات المختبرية التي تظهر إنتاج أنواع الأكسجين التفاعلية (الجذور الحرة) عندما تعرض الريبوفلافين للضوء المرئي والأشعة فوق البنفسجية المكثف. |
| فيتامين ب3  | الولايات المتحدة = 35 ملغ / يوم                                   | يرتبط تناول 3000 ملغ / يوم من النيكوتيناميد و 1500 ملغ / يوم من حمض النيكوتينيك بالغثيان والقيء وعلامات وأعراض سمية الكبد. قد تشمل الآثار الأخرى عدم تحمل الجلوكوز، وتأثيرات العين (التي يمكن عكسها). بالإضافة إلى ذلك، قد يسبب شكل حمض النيكوتينيك تأثيرات فاسدية، والمعروفة أيضا باسم الاحمرار، بما في ذلك احمرار الجلد، وغالبا ما يكون مصحوبا بحكة أو وخزا أو إحساسا حارقا خفيفا، والذي غالبا ما يكون مصحوبا أيضا بحكة وصداع وزيادة تدفق الدم داخل الجمجمة، وأحيانا مصحوبا بألم. |
| فيتامين ب5  | لا يوجد                                                           | لا توجد سمية معروفة. |
| فيتامين ب6  | الولايات المتحدة = 100 ملغ / يوم؛ الأتحاد الأوروبي = 35 ملغ / يوم | راجع متلازمة الجرعات الضخمة من فيتامين ب6 لمزيد من المعلومات. |
| فيتامين ب7  | لا يوجد                                                           | لا توجد سمية معروفة. |
| الفولات     | 1 ملغ/يوم                                                         | يخفي نقص فيتامين ب12، والتي يمكن أن تؤدي إلى تلف عصبي دائم. |
| فيتامين ب12 | لا يوجد                                                           | لا توجد سمية معروفة. قد يحدث طفح جلدي يشبه حب الشباب. |